# دراپ‌مایر
دراپ‌مایر برنامه نظارتی آژانس امنیت ملی ایالات متحده آمریکا است که با آن بر سفارت‌ها و دیپلمات‌های خارجی، از جمله کشورهای عضو پیمان آتلانتیک شمالی (ناتو) نظارت می‌کند. وجود این برنامه در ژوئن ۲۰۱۳ با نوشتاری در روزنامه گاردین و با منابع ادوارد اسنودن، آشکار شد. این گزارش، آشکار کرد که ۳۸ سفارت، تحت نظارت هستد که پیشینه برخی از این نظارت‌ها به سال ۲۰۰۷ (میلادی) باز می‌گردد.
در اوایل ژوئن ۲۰۱۳ گاردین گزارش کرد که آژانس امنیت ملی، در هنگام برگزاری نشست سران گروه ۲۰ در لندن در سال ۲۰۰۹ (میلادی) از دیپلمات‌های شرکت‌کننده در آن نشست، جاسوسی می‌کرده است. اما در آن هنگام، نامی از هیچ برنامه مشخصی، برده نشده بود.
رسوایی جاسوسی دیپلماتیک آمریکا از سال ۲۰۱۰ (میلادی) آشکار شده بود. در آن هنگام معلوم شد که آژانس‌های اطلاعاتی آمریکا از دبیرکل سازمان ملل متحد، بان کی‌مون، جاسوسی می‌کرده‌اند ولی معلوم نبود که این جاسوسی، بخشی از یک برنامه سیستماتیک است.